# Holmes Beach
Holmes Beach és una població dels Estats Units a l'estat de Florida. Segons el cens del 2000 tenia 4.966 habitants.

## Demografia
Segons el cens del 2000, Holmes Beach tenia 4.966 habitants, 2.538 habitatges, i 1.482 famílies. La densitat de població era de 1.183,6 habitants/km².
Dels 2.538 habitatges en un 13,7% hi vivien nens de menys de 18 anys, en un 49,2% hi vivien parelles casades, en un 6,5% dones solteres, i en un 41,6% no eren unitats familiars. En el 34% dels habitatges hi vivien persones soles el 17,8% de les quals corresponia a persones de 65 anys o més que vivien soles. El nombre mitjà de persones vivint en cada habitatge era d'1,96 i el nombre mitjà de persones que vivien en cada família era de 2,44.
Per edats la població es repartia de la següent manera: un 12,9% tenia menys de 18 anys, un 2,8% entre 18 i 24, un 20,1% entre 25 i 44, un 31% de 45 a 60 i un 33,2% 65 anys o més.
L'edat mediana era de 54 anys. Per cada 100 dones de 18 o més anys hi havia 88,3 homes.
La renda mediana per habitatge era de 45.074 $ i la renda mediana per família de 55.669 $. Els homes tenien una renda mediana de 30.778 $ mentre que les dones 25.825 $. La renda per capita de la població era de 31.345 $. Entorn de l'1,2% de les famílies i el 3,6% de la població estaven per davall del llindar de pobresa.

## Poblacions més properes
El següent diagrama mostra les poblacions més properes.